# Venerável Ordem Terceira de São Francisco da Penitência (Rio de Janeiro)

Logotipo da VOT.

A Venerável Ordem Terceira de São Francisco da Penitência (VOT) MHC é uma organização de caráter religioso, sediada na cidade do Rio de Janeiro, no bairro da Tijuca. Na parte educacional, a organização mantem a Escola Padre Francisco da Motta e o Colégio Sonja Kill, na Saúde; o Centro Comunitário São Francisco de Assis e a Creche Santa Clara de Assis, no Vidigal; o Centro Comunitário São José, Centro Comunitário Nossa Senhora das Graças, a Creche Menino Jesus, em Duque de Caxias, e a Creche Irmão Sol e Irmã Lua, na Tijuca. Na parte médica, a VOT mantém o Hospital São Francisco da Penitência. A VOT também está presente na Igreja da Venerável Ordem Terceira de São Francisco da Penitência, no Largo da Carioca; e na Capela da Prainha, na Saúde.

## História
Em 20 de março de 1619, a  VOT foi criada na cidade do Rio de Janeiro. Em 1696, a Capela da Prainha, construída pelo benfeitor Padre Francisco da Motta, ligando-a à VOT. Em 1710, os franceses invadiram o Rio de Janeiro, e foram morar no Morro da Conceição. Para evitar que as tropas de Duclerc avançassem ainda mais, o governador Francisco de Castro Morais ordenou incendiar a capela, reconstruíndo-a de 1739 até 1941.
Em 1808, com dez mil irmãos, o hospital já era muito recorrido pela família real portuguesa.
O terreno para constrir-la foi cedido pelo Convento de Santo Antônio, no Largo da Carioca. Foram construídos um hospital e uma pequena capela. Devido ao crescimento e reformas feitas no centro da cidade do Rio de Janeiro, as instalações da VOT tiveram que ser transferiadas para o bairro da Tijuca, Zona Norte da cidade do Rio de Janeiro. Em 1939 foi inaugurado o primeiro prédio da VOT, no novo endereço. Em 11 de junho de 1897, foi criada a Escola Padre Francisco da Motta, e em 2005, o Colégio Sonja Kill.
A 6 de Junho de 1969 foi feita Membro-Honorário da Ordem Militar de Cristo de Portugal.